# 48
Il 48 (XLVIII in numeri romani) è un anno bisestile del I secolo.

## Eventi

### Impero romano
- A seguito della morte di Erode di Calcide, Erode Agrippa II diventa sovrano di Calcide.
- Dopo l'esecuzione di sua moglie Messalina, l'imperatore Claudio ottiene il consenso del senato ad un nuovo matrimonio con sua nipote, Giulia Agrippina Augusta.
- Publio Ostorio Scapula, governatore della Britannia, annuncia la sua intenzione di disarmare tutti i Britanni stanziati a sud e a est dei fiumi Trent e Severn. Gli Iceni, il cui regno-cliente formalmente indipendente si trova in quella zona, si ribellano al volere dei Romani ma vengono sconfitti. Ostorio quindi muove le sue truppe contro i Deceangli, stanziati questi nel nord dell'odierno Galles, ma è costretto ad abbandonare i suoi piani di conquista a causa di una nuova rivolta all'interno del territorio della provincia da parte dei Briganti (anch'essi clientes dei Romani).
- I nobili di origine gallica vengono ammessi nel rango senatorio.
- Claudio attribuisce la cittadinanza romana (e i diritti da essa derivati) agli Edui.

### Asia
- L'imperatore cinese Guang Wudi (Kouang Wou-Ti) ripristina il dominio cinese nella regione interna della Mongolia. L'impero degli Xiongnu viene sciolto.

## Nati
- Ulpia Marciana, imperatrice romana

## Morti
- Erode di Calcide
- Gaio Silio, politico romano
- Lucio Giunio Silano, magistrato romano
- Valeria Messalina, imperatrice romana (n. 25)

## Calendario
| Calendario 48 | Calendario 48 | Calendario 48 | Calendario 48 | Calendario 48 | Calendario 48 | Calendario 48 | Calendario 48 | Calendario 48 | Calendario 48 | Calendario 48 | Calendario 48 | Calendario 48 | Calendario 48 | Calendario 48 | Calendario 48 | Calendario 48 | Calendario 48 | Calendario 48 | Calendario 48 | Calendario 48 | Calendario 48 | Calendario 48 | Calendario 48 | Calendario 48 | Calendario 48 | Calendario 48 | Calendario 48 | Calendario 48 | Calendario 48 | Calendario 48 | Calendario 48 | Calendario 48 |
| ------------- | ------------- | ------------- | ------------- | ------------- | ------------- | ------------- | ------------- | ------------- | ------------- | ------------- | ------------- | ------------- | ------------- | ------------- | ------------- | ------------- | ------------- | ------------- | ------------- | ------------- | ------------- | ------------- | ------------- | ------------- | ------------- | ------------- | ------------- | ------------- | ------------- | ------------- | ------------- | ------------- |
|               | 1             | 2             | 3             | 4             | 5             | 6             | 7             | 8             | 9             | 10            | 11            | 12            | 13            | 14            | 15            | 16            | 17            | 18            | 19            | 20            | 21            | 22            | 23            | 24            | 25            | 26            | 27            | 28            | 29            | 30            | 31            |               |
| Gennaio       | Lu            | Ma            | Me            | Gi            | Ve            | Sa            | Do            | Lu            | Ma            | Me            | Gi            | Ve            | Sa            | Do            | Lu            | Ma            | Me            | Gi            | Ve            | Sa            | Do            | Lu            | Ma            | Me            | Gi            | Ve            | Sa            | Do            | Lu            | Ma            | Me            |               |
| Febbraio      | Gi            | Ve            | Sa            | Do            | Lu            | Ma            | Me            | Gi            | Ve            | Sa            | Do            | Lu            | Ma            | Me            | Gi            | Ve            | Sa            | Do            | Lu            | Ma            | Me            | Gi            | Ve            | Sa            | Do            | Lu            | Ma            | Me            | Gi            |               |               |               |
| Marzo         | Ve            | Sa            | Do            | Lu            | Ma            | Me            | Gi            | Ve            | Sa            | Do            | Lu            | Ma            | Me            | Gi            | Ve            | Sa            | Do            | Lu            | Ma            | Me            | Gi            | Ve            | Sa            | Do            | Lu            | Ma            | Me            | Gi            | Ve            | Sa            | Do            |               |
| Aprile        | Lu            | Ma            | Me            | Gi            | Ve            | Sa            | Do            | Lu            | Ma            | Me            | Gi            | Ve            | Sa            | Do            | Lu            | Ma            | Me            | Gi            | Ve            | Sa            | Do            | Lu            | Ma            | Me            | Gi            | Ve            | Sa            | Do            | Lu            | Ma            |               |               |
| Maggio        | Me            | Gi            | Ve            | Sa            | Do            | Lu            | Ma            | Me            | Gi            | Ve            | Sa            | Do            | Lu            | Ma            | Me            | Gi            | Ve            | Sa            | Do            | Lu            | Ma            | Me            | Gi            | Ve            | Sa            | Do            | Lu            | Ma            | Me            | Gi            | Ve            |               |
| Giugno        | Sa            | Do            | Lu            | Ma            | Me            | Gi            | Ve            | Sa            | Do            | Lu            | Ma            | Me            | Gi            | Ve            | Sa            | Do            | Lu            | Ma            | Me            | Gi            | Ve            | Sa            | Do            | Lu            | Ma            | Me            | Gi            | Ve            | Sa            | Do            |               |               |
| Luglio        | Lu            | Ma            | Me            | Gi            | Ve            | Sa            | Do            | Lu            | Ma            | Me            | Gi            | Ve            | Sa            | Do            | Lu            | Ma            | Me            | Gi            | Ve            | Sa            | Do            | Lu            | Ma            | Me            | Gi            | Ve            | Sa            | Do            | Lu            | Ma            | Me            |               |
| Agosto        | Gi            | Ve            | Sa            | Do            | Lu            | Ma            | Me            | Gi            | Ve            | Sa            | Do            | Lu            | Ma            | Me            | Gi            | Ve            | Sa            | Do            | Lu            | Ma            | Me            | Gi            | Ve            | Sa            | Do            | Lu            | Ma            | Me            | Gi            | Ve            | Sa            |               |
| Settembre     | Do            | Lu            | Ma            | Me            | Gi            | Ve            | Sa            | Do            | Lu            | Ma            | Me            | Gi            | Ve            | Sa            | Do            | Lu            | Ma            | Me            | Gi            | Ve            | Sa            | Do            | Lu            | Ma            | Me            | Gi            | Ve            | Sa            | Do            | Lu            |               |               |
| Ottobre       | Ma            | Me            | Gi            | Ve            | Sa            | Do            | Lu            | Ma            | Me            | Gi            | Ve            | Sa            | Do            | Lu            | Ma            | Me            | Gi            | Ve            | Sa            | Do            | Lu            | Ma            | Me            | Gi            | Ve            | Sa            | Do            | Lu            | Ma            | Me            | Gi            |               |
| Novembre      | Ve            | Sa            | Do            | Lu            | Ma            | Me            | Gi            | Ve            | Sa            | Do            | Lu            | Ma            | Me            | Gi            | Ve            | Sa            | Do            | Lu            | Ma            | Me            | Gi            | Ve            | Sa            | Do            | Lu            | Ma            | Me            | Gi            | Ve            | Sa            |               |               |
| Dicembre      | Do            | Lu            | Ma            | Me            | Gi            | Ve            | Sa            | Do            | Lu            | Ma            | Me            | Gi            | Ve            | Sa            | Do            | Lu            | Ma            | Me            | Gi            | Ve            | Sa            | Do            | Lu            | Ma            | Me            | Gi            | Ve            | Sa            | Do            | Lu            | Ma            |               |